# تاين ووير
تاين ووير (بالإنجليزية: Tyne and Wear)‏ هي مقاطعة في شمال شرق إنجلترا، اشتق اسمها من نهرين يمران بها ويصبان في بحر الشمال. حصلت تاين ووير على مكانتها بوصفها مقاطعة حضرية عام 1974، في حين كانت قبل ذلك مكونة من جزء من جنوب مقاطعة نورثمبرلاند وشمال مقاطعة دَرَم. وفي عام 1986 تم إلغاء مجلس المقاطعة ووزعت اختصاصاته على مجالس الأحياء داخلها.
تنقسم المقاطعة إلى ست مقاطعات حضرية، تضطلع كل منها بخدمات التعليم والإسكان وخدمات المكتبات والخدمات الاجتماعية كل في منطقته.

## المناخ
يظهر الجدول التالي التغييرات المناخية على مدار السنة لتاين ووير:
| البيانات المناخية لـتاين ووير     | البيانات المناخية لـتاين ووير | البيانات المناخية لـتاين ووير | البيانات المناخية لـتاين ووير | البيانات المناخية لـتاين ووير | البيانات المناخية لـتاين ووير | البيانات المناخية لـتاين ووير | البيانات المناخية لـتاين ووير | البيانات المناخية لـتاين ووير | البيانات المناخية لـتاين ووير | البيانات المناخية لـتاين ووير | البيانات المناخية لـتاين ووير | البيانات المناخية لـتاين ووير | البيانات المناخية لـتاين ووير |
| الشهر                             | يناير                         | فبراير                        | مارس                          | أبريل                         | مايو                          | يونيو                         | يوليو                         | أغسطس                         | سبتمبر                        | أكتوبر                        | نوفمبر                        | ديسمبر                        | المعدل السنوي                 |
| --------------------------------- | ----------------------------- | ----------------------------- | ----------------------------- | ----------------------------- | ----------------------------- | ----------------------------- | ----------------------------- | ----------------------------- | ----------------------------- | ----------------------------- | ----------------------------- | ----------------------------- | ----------------------------- |
| متوسط درجة الحرارة الكبرى °م (°ف) | 7.2 (45.0)                    | 7.3 (45.1)                    | 9.0 (48.2)                    | 10.3 (50.5)                   | 12.7 (54.9)                   | 15.6 (60.1)                   | 18.1 (64.6)                   | 18.1 (64.6)                   | 16.1 (61.0)                   | 13.2 (55.8)                   | 9.7 (49.5)                    | 6.4 (43.5)                    | 12.1 (53.8)                   |
| متوسط درجة الحرارة الصغرى °م (°ف) | 2.2 (36.0)                    | 2.2 (36.0)                    | 3.3 (37.9)                    | 4.8 (40.6)                    | 7.2 (45.0)                    | 10.0 (50.0)                   | 12.3 (54.1)                   | 12.3 (54.1)                   | 10.4 (50.7)                   | 7.7 (45.9)                    | 4.9 (40.8)                    | 2.5 (36.5)                    | 6.7 (44.1)                    |
| الهطول مم (إنش)                   | 45.5 (1.79)                   | 37.8 (1.49)                   | 43.9 (1.73)                   | 45.4 (1.79)                   | 43.2 (1.70)                   | 51.9 (2.04)                   | 47.6 (1.87)                   | 59.6 (2.35)                   | 53.0 (2.09)                   | 53.6 (2.11)                   | 62.8 (2.47)                   | 53.9 (2.12)                   | 597.2 (23.51)                 |
| ساعات سطوع الشمس الشهرية          | 61.1                          | 81.6                          | 117.7                         | 149.9                         | 191.7                         | 183.0                         | 185.7                         | 174.9                         | 174.1                         | 106.2                         | 70.4                          | 51.9                          | 1٬515                         |
| المصدر: مكتب الأرصاد الجوية       |                               |                               |                               |                               |                               |                               |                               |                               |                               |                               |                               |                               |                               |

## الاقتصاد
الصناعة
كانت هذه المنطقة من أقدم المناطق الصناعية في بريطانيا وتضم الصناعات المحلية التقليدية مايلي: الصناعات الكيميائية والهندسية الثقيلة وصناعة بناء السفن. وبعد الحرب العالمية الثانية نشأت صناعات خفيفة إضافة إلى صناعة الأجهزة المنزلية. وتعاني المنطقة من بطالة شديدة منذ منتصف الخمسينات من القرن العشرين، بسبب الهبوط المستمر في تعدين الفحم وبناء السفن وقد دعمت الحكومة المركزية المنطقة ماليا، كي تخفض نسبة البطالة بها بما في ذلك تشجيع مناطق صناعية متنوعة ودعمها. وتوجد هذه في جيتسهد وجارو ونورث شيلدز وسندرلاند. وفي عام 1987، تم إنشاء هيئة تطوير تاين ووير وذلك للإسهام في إحياء تاينسايد اقتصاديا وحضريا.

## أعلام
- مارن ميتلاند
- بيل هوبكينز